# Bétérou
Bétérou est une ville du centre du Bénin et un arrondissement de la commune de Tchaourou, sur la route nationale inter-états 6 (RNIE 6), reliant Parakou à Djougou.

## Flore

Spécimens collectés à Bétérou.
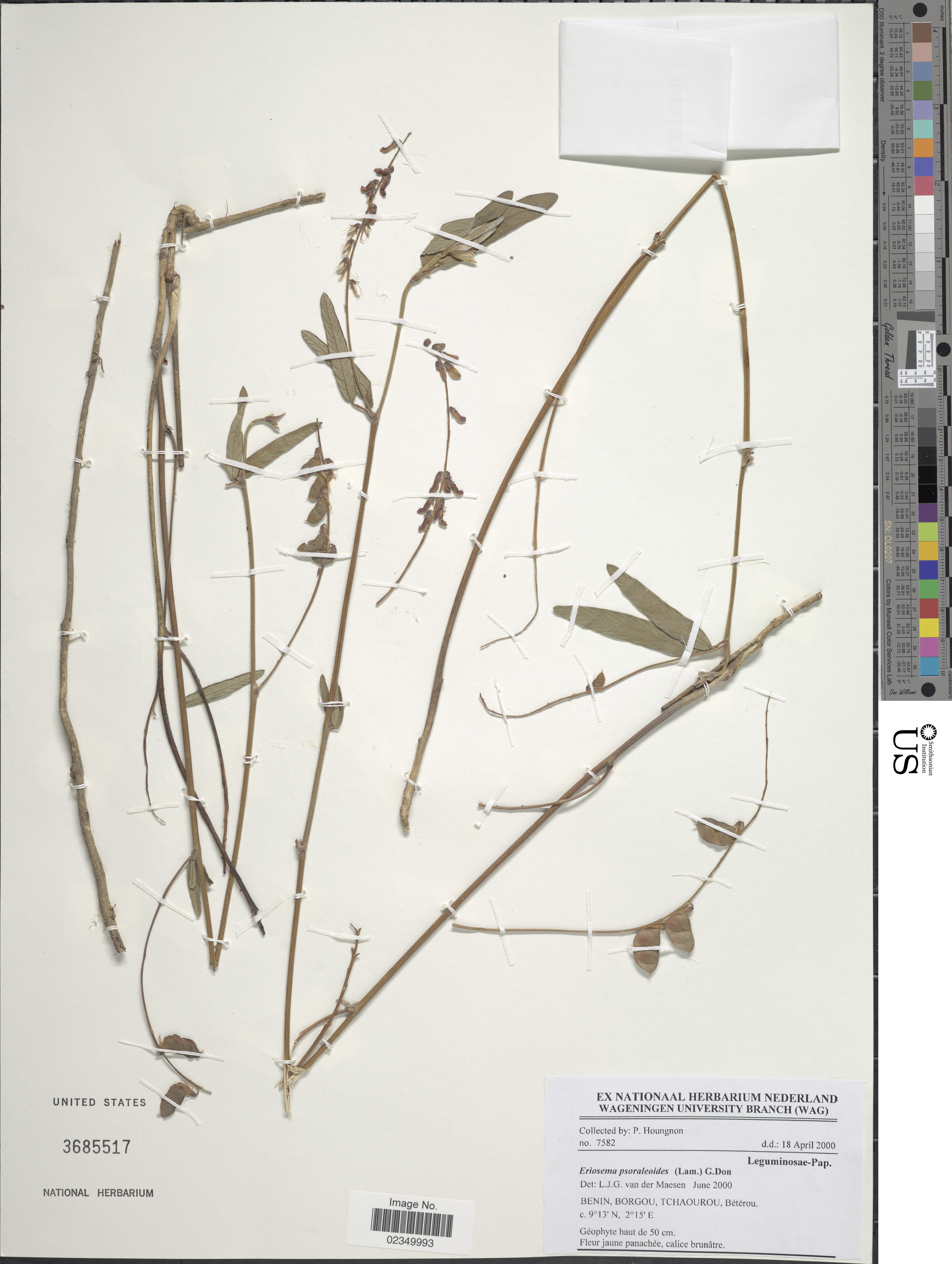
Eriosema psoraleoides.
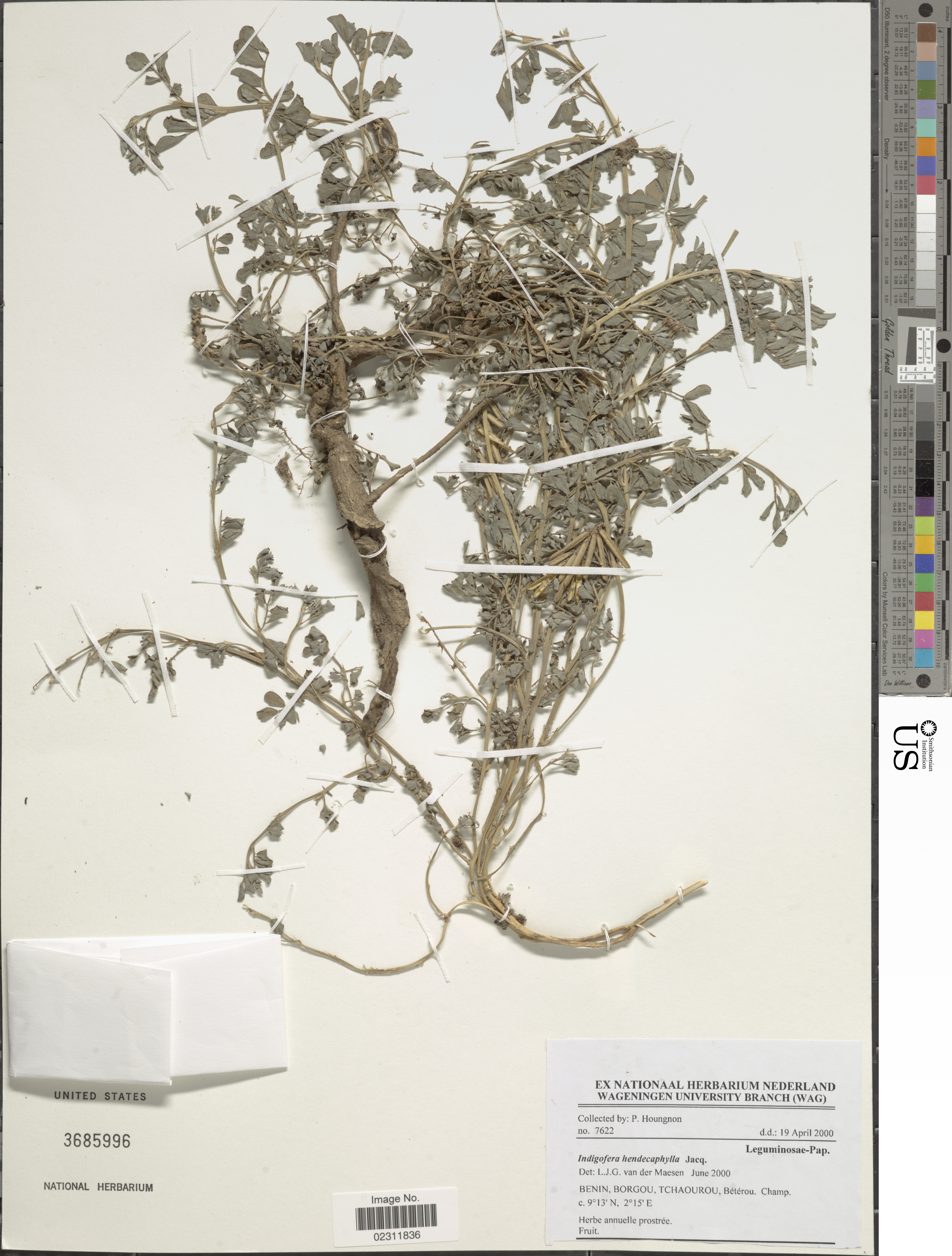
Indigofera hendecaphylla.

## Économie
L’économie à Bétérou est basée essentiellement sur les activités du secteur primaire, notamment l'agriculture et surtout la pêche, grâce au fleuve Ouémé qui entoure partiellement la ville.

## Personnalités nées à Bétérou
- Christine Ouinsavi, scientifique et femme politique